# Мадс Бое Міккельсен
Мадс Бое Міккельсен (фар. Mads Boe Mikkelsen, нар. 11 грудня 1999) — фарерський та данський футболіст, нападник клубу «Клаксвік».
Виступав, зокрема, за клуби «Вендсюссель» та «ГБ Торсгавн», а також національну збірну Фарерських островів.

## Клубна кар'єра
Народився 11 грудня 1999 року. Вихованець юнацьких команд футбольних клубів «Ольт-Асселаджер», «Орхус» та «Вендсюссель».
У дорослому футболі дебютував 29 липня 2018 року виступами за команду «Вендсюссель», замінивши Лукаса Єнсена на 66-й хвилині матчу Суперліги проти «Норшелланна». 10 серпня гравець забив перший гол у дорослій кар'єрі, вразивши ворота «Вайле». Всього у дебютному сезоні Мадс провів 4 зустрічі у найвищому дивізіоні Данії. За його підсумками «Вендсюссель» опустився до першого дивізіону. Там гравець провів ще 6 зустрічей сезону 2019/20.
У червні 2020 року Мадс перебрався до фарерського клубу «ГБ Торсгавн». У складі «чорно-білих» він дебютував у єврокубках, відігравши кваліфікаційний поєдинок Ліги Європи з «Глентораном», що відбувся 20 серпня. У фарерській Прем'єр-лізі сезону 2020 року він провів 3 зустрічі та став частиною команди, яка виграла цей турнір, а також Кубок Фарерських островів. У наступному році Мадс взяв участь у 10 матчах першості архіпелагу, відзначившись 5 гольовими пасами та виграв Суперкубок Фарерських островів. 
У січні 2022 року перейшов в інший місцевий клуб «Клаксвік». Там гравець виграв своє друге фарерське чемпіонство, відігравши 24 матчі та забивши 6 м'ячів у дебютному сезоні. Станом на 25 серпня 2023 року відіграв за команду з Клаксвіка 36 матчів в національному чемпіонаті.

## Виступи за збірні
2015 року дебютував у складі юнацької збірної Данії (U-17), загалом на юнацькому рівні взяв участь у 15 іграх, відзначившись двома забитими голами.
2019 року погодився представляти Фарери і протягом 2019—2020 років залучався до складу молодіжної збірної Фарерських островів. На молодіжному рівні зіграв у 5 офіційних матчах, забив 1 гол.
4 червня 2022 року дебютував в офіційних іграх у складі національної збірної Фарерських островів, вийшовши на заміну замість Галлура Ганссона на 86-й хвилині поєдинку Ліги Націй проти збірної Туреччини (0:4), а перший гол забив в матчі кваліфікації до чемпіонату Європи 2024 року з Молдовою (1:1).

## Досягнення
- Чемпіон Фарерських островів: 2020, 2022, 2023
- Володар Кубка Фарерських островів: 2020
- Володар Суперкубка Фарерських островів: 2021, 2022, 2023

| Дата       | Місто      | Господарі         | Результат | Гості             | Турнір                               | Голи | Примітки |
| ---------- | ---------- | ----------------- | --------- | ----------------- | ------------------------------------ | ---- | -------- |
| 4-6-2022   | Стамбул    | Туреччина         | 4 – 0     | Фарерські острови | Ліга націй УЄФА 2022-2023 - 1-й етап | -    | 86'      |
| 7-6-2022   | Торсгавн   | Фарерські острови | 0 – 1     | Люксембург        | Ліга націй УЄФА 2022-2023 - 1-й етап | -    | 78'      |
| 14-6-2022  | Люксембург | Люксембург        | 2 – 2     | Фарерські острови | Ліга націй УЄФА 2022-2023 - 1-й етап | -    | 89'      |
| 22-9-2022  | Вільнюс    | Литва             | 1 – 1     | Фарерські острови | Ліга націй УЄФА 2022-2023 - 1-й етап | -    | 83'      |
| 25-9-2022  | Торсгавн   | Фарерські острови | 2 – 1     | Туреччина         | Ліга націй УЄФА 2022-2023 - 1-й етап | -    | 57'      |
| 16-11-2022 | Оломоуць   | Чехія             | 5 – 0     | Фарерські острови | товариський матч                     | -    | 56'      |
| 24-3-2023  | Кишинів    | Молдова           | 1 – 1     | Фарерські острови | Відбір до ЧЄ 2024                    | 1    | 71'      |
| Усього     |            | Матчів            | 7         |                   | Голів                                | 1    |          |